# یفیموو
یفیموو (به لاتین: Yefimovo) یک منطقهٔ مسکونی در روسیه است که در استان آرخانگلسک واقع شده‌است.